# Cédric Melotte
Cédric Melotte (Namen, 10 augustus 1978) is een Belgisch voormalig motorcrosser.

## Levensloop
Melotte behaalde in 2003 brons in de 650 cc-klasse van het wereldkampioenschap. Het daaropvolgende jaar trad hij aan in de MX1-klasse, waarin hij eindigde op de zevende plaats. In 2005 trad Melotte aan in de MX2-klasse, alwaar hij eveneens zevende werd. De daaropvolgende seizoenen (2006-2009) was hij wederom actief in de MX1. Hij won tweemaal een grand prix, de eerste in Namen (2003) bij de 650 cc en vervolgens Zolder (2004) in de MX1.
In 2010 debuteerde hij in het enduro. In deze discipline werd hij driemaal Belgisch kampioen enduro, onder meer in 2015 en 2017. Na zijn derde Belgische titel kondigde Melotte zijn afscheid aan. Vier jaar later (2022) maakte hij een comeback in het BK Enduro.